# 後藤久美子
後藤 久美子（ごとう くみこ、1974年〈昭和49年〉3月26日 - ）は、日本の女優、モデル、タレント。愛称はゴクミ。東京都杉並区出身。スイス・ジュネーブ在住。オスカープロモーション所属。

## 来歴
杉並区立大宮小学校、杉並区立大宮中学校、多摩大学附属聖ヶ丘高等学校卒業。小学校5年生のときからモデルを始め、1986年、NHKの『テレビの国のアリス』のヒロイン役で女優デビューする。第24回ゴールデンアロー賞 放送・新人賞を受賞。
1987年、NHK大河ドラマ『独眼竜政宗』にドラマの主役・伊達政宗の妻・愛姫の少女時代役で12歳の子役として出演し、現在もNHK大河ドラマ史上最高視聴率である『独眼竜政宗』の「政宗ブーム」も後押しし、美少女ブームである「ゴクミブーム」が起きた。この成功をきっかけに所属芸能事務所オスカープロモーションは同1987年から美少女オーディションコンテストである「全日本国民的美少女コンテスト」の開催を開始し、同コンテストから米倉涼子などの人気女性芸能人多数が誕生し、オスカープロモーションの代名詞となった同コンテストは2017年まで30年間続いた。「ゴクミ」の流行語は、同1987年12月の『新語・流行語大賞』の流行語部門で銅賞に選ばれた。
映画出演作に『男はつらいよ』（松竹）、『ラブストーリーを君に』（東映）、『ガラスの中の少女』（東映）、『シティーハンター』（アメリカ・香港合作）などがある。『男はつらいよ』シリーズには、6回に渡り同役で出演し、実現しなかった第49作『男はつらいよ 寅次郎花へんろ』にも出演が予定されていた。
1995年にフランス人F1レーサーのジャン・アレジと交際を始める。当時アレジには既に妻子があったが離婚調停中であった。その後、前妻との離婚が成立し、1996年に後藤は渡仏しアレジと同居を始める。2022年現在も婚姻手続きはとっておらず、「事実婚」の夫婦である。アレジは前妻との間に1人、後藤との間に3人の実子がいる。
渡仏後は妻としてまた母としての生活を重視し、年に1〜2本のCM出演や女性ファッション誌の表紙モデルなどを中心に活動。子供の教育のためにフランスからスイス・ジュネーヴに豪邸を建築して移住し、現在も在住しているが、パリやニューヨーク、モナコなどにも邸宅を所有している。
2012年1月には事務所の後輩である武井咲と対面し話題を呼んだ（なお、武井はこの対面を“夢の対面”と感じたという）。
2018年10月31日、23年ぶりに女優復帰を発表。2019年12月公開のシリーズ50作目になる『男はつらいよ お帰り 寅さん』でスクリーン復帰。当初はこの映画のみの特別な女優復帰とされていたが、2024年1月3日放送の『顔』にも出演を発表。テレビドラマ復帰を果たした。

## 人物

### 性格
サバサバした性格で落ち着きがあり、少女時代からハッキリとものを言うタイプであり、当時の記者会見などでも笑顔をみせず素っ気なく答える姿がたびたびバッシングの的にされていた。時折マスコミに対する発言で物議を醸した。『ゴクミ語録』という書籍も出版されている。本人曰く「協調性がない分、孤独でも順応性が高い」。中学生当時はその協調性のなさや、脚本にケチをつけるプライドの高さから、共演者やスタッフとの軋轢や批判を生んだようで、現在はそれが外国生活に活かされているとのこと。

### モデル時代
芸歴は長く、前出のとおり小学校の頃からモデル活動を行っていた。同時期から活躍していたのは宮沢りえで、同学年ということもあって仲が良く、また良きライバル関係でもあった。宮沢とは11歳の頃、『キットカット』のCMで共演した。

### 歌手活動
1987年3月18日にはレコードデビューも果たしている。デビュー曲の「teardrop」はオリコン最高3位を記録するが、彼女自身が歌手活動にあまり意欲を示さなかったためか、程なく女優業に専念することになった。1987年4月の『ザ・ベストテン延長戦』でランキング（11位）に登場するが、労働基準法（15歳未満の就労時間の問題）の関係で出演できなかった。

### アレジとの交際・生活
順調に芸歴を重ね、このままオスカープロモーションの看板女優になると思われた矢先、妻子のあるジャン・アレジとの交際が発覚した。アレジの離婚成立後、アレジと実質的に結婚した。1996年に渡仏し、以後の芸能活動は女優業を休止し、海外在住のまま行える雑誌グラビアやCMに出演する程度となり、その他の仕事はどんなにギャラを積まれても受けないスタンスであった。
その後3人の子供（1996年に長女、1999年に長男、2007年に次男）を儲けた。フランス人のアレジと後藤の間に生まれた子供たちはハーフであることから、日本での差別やイジメの可能性を考慮し、外見を気にしないでのびのびと生活出来る環境で育ってもらいたいとのことで、スイス・ジュネーブに移住した。
アレジと共にフランスにもある自宅で広大な土地を利用し、ワインの生産を行っている。このワインは、ヨーロッパでも高く評価されている。
F1引退後のアレジの総資産は2000億円以上と言われており、各地（パリ、モナコ、ロサンゼルス、ロンドンなど）に別荘を持ち、家事を一切しないという生活をしていることが娘のテレビ出演時に語られている。また2023年にアレジはフランスのサーキット運営会社ポール・リカール・サーキットの会長に就任している。
娘のエレナはモデルであり、2017年に世界的な名家の令嬢しか招待されないと言われる社交界にデビュー。後藤もアレジと共にパーティに出席したことがメディアで報道され、華やかなセレブ生活が話題となった。

### 容姿
小麦色の肌と引き締まったスレンダーな体格を特長にしており、かつては「国民的美少女」と呼ばれていた。
子役から10代前半のブレイク時は少女体型で華奢であったが、雑誌『週刊プレイボーイ』ではセミヌードを披露。『たかの友梨ビューティクリニック』のCMで披露した小麦色の肢体は注目を集めた。
1986年9月に刊行された雑誌『CAPA』ではだぶだぶのスーツにサスペンダーを着用するなど男性風の格好を披露している（撮影は篠山紀信）。
2012年にはキャリア初となる化粧品のイメージキャラクターに選ばれ、資生堂のMAQuillAGEのCMに出演。CMオンエア開始直後から資生堂へ、後藤久美子を知らない若い世代から「CMに出演している綺麗な女性は誰なのか」といった問い合わせが相次いだ。
2017年には娘のエレナの芸能界デビューに伴い久々に公の場に姿を見せ、20歳の子供がいるようには見えないその美貌が再び各メディアに注目された。

### 女優復帰
女優としての復帰はないとされていたが、2019年、23年ぶりに女優として映画出演することになる。その理由として「ジュネーブの自宅に山田洋次監督から長いお手紙が届き『新作を作りたい。どうしても君が必要だ。どうにか考えてもらえないだろうか』と書かれていた」と、熱烈な出演依頼があったことを明かした。手紙からは「山田監督の（『男はつらいよ』）シリーズに対する大きな愛情と、『新作を撮りたい』という情熱をひしひしと感じた」とし、「読み終える頃には、引き受けるか否かを私が考慮する権利すらないのではないかとの思いに至った」と出演を受け入れた心境を説明した
2020年1月には、映画のプロモーションを兼ねて滅多に出演することのないトーク番組『徹子の部屋』（テレビ朝日系列）や『サワコの朝』（TBS系列）での貴重なトークとその美貌が話題を呼んだ。
中でも、異例とも言える地方番組『おとな旅あるき旅』（テレビ大阪）への出演は、交友のあるナビゲーター三田村邦彦からのたっての願いで実現した。2人は20年以上前にドラマで親子を演じており、その当時からほとんど容姿が変わらないことや、スッピンに近い状態で出演したことが話題となった。

## エピソード
- 中学生の時に著したエッセイ集『ゴクミ語録』には、「スポーツ万能で父親に似て力が強く、腕相撲では同級生の男子や母親にも負けない」と記述されている。
- チェリストの大藤桂子は従姉妹にあたる。
- 交友関係としては桃井かおり、宮沢りえ、中山美穂、三田村邦彦、沢口靖子、吉岡秀隆、津川雅彦・朝丘雪路の娘真由子 （2005年には番組企画で真由子がフランスの豪邸を訪問している）、永瀬正敏、工藤静香など。特に吉岡秀隆とは、相手役としては合計5作品に出演した[1]。
- 子役時代に姉ともに明石家さんまの番組『あっぱれさんま大先生』のオーディションを受けに行くが、美しすぎて子供らしくないという理由で落選させたと後に明石家さんまがラジオ番組で発言した（ただし、番組開始当時、後藤は既に国民的アイドルに上り詰めているため、別番組「心はロンリー気持ちは「…」」の記憶と混同している可能性が高い）。
- 5歳上の姉と2歳上の兄がいる。この姉が学生時代によく芸能事務所からスカウトを受けており[12]、それを見ていた後藤が姉を羨ましく思い、自らオスカープロモーションへモデルの応募をした。
- オスカープロモーションの副社長・鈴木誠司はインタビューで、後藤久美子だけは（全所属タレントの中で）別格扱いだと答えている。
- オスカープロモーションが総力をあげて開催しているオーディション『全日本国民的美少女コンテスト|国民的美少女コンテスト』は第二の後藤久美子を探せというコンセプトのもと始まった（後藤本人はこのオーディションの出身ではない）。
- NHK大河ドラマ『太平記』では大河ドラマでは初めて、常時男装での出演となった[2]。
- クルマ好きで知られ、かつてはクーペ・フィアットを自ら運転し、自身の20歳の誕生日には、150台のみ生産され現在は極めて希少価値が高いディーノ206GTを購入した。
- 長女の後藤エレナも2017年に日本でモデルデビューし、女優業も行うなど活躍している一方で、2022年には化粧品ブランド「GOTO BEAUTY」を立ち上げてプロデュースするなど実業家としても活躍している。
- 長男のジュリアーノ・アレジはレーシングドライバーで、2021年からは日本で開催されるスーパーフォーミュラやSUPER GTなどに出場している。

## 受賞歴
- 第44回日本アカデミー賞 優秀助演女優賞（『男はつらいよ お帰り 寅さん』）[13]
- 第1回日刊スポーツ映画大賞 新人賞（『ラブ・ストーリーを君に』）
- 第12回日本アカデミー賞 新人俳優賞（『ラブ・ストーリーを君に』）[14]
- 第24回ゴールデン・アロー賞 新人賞（放送）

## 出演

### テレビドラマ
- テレビの国のアリス（1986年、NHK総合） - 主演
- 銀河テレビ小説『続・たけしくん、ハイ!』（1986年、NHK総合） - 伊藤弘子 役
- 肝っ玉ママとオチャメな天使（1986年、フジテレビ系）
- 大河ドラマ（NHK総合）
  - 『独眼竜政宗』（1987年）[1] - 愛姫（少女期） 役
  - 『太平記』（1991年） - 北畠顕家 役
- パンツの穴（1987年、フジテレビ系） - 主演
- ママはアイドル!（1987年、TBS系）[1] - 水沢晶 役
- 同級生は13歳（1987年、フジテレビ系）[1] - 主演・日向夏子 役
- おヨビでない奴!（1987年、TBS系）
- 新春ドラマスペシャル「なつかしい春が来た」（1988年、フジテレビ系） - 佐紀 役
- ママはアイドル!スペシャル完結編（1988年3月、TBS） - 水沢晶 役
- 痛快!ロックンロール通り（1988年、TBS系） - 主演・山口あかね 役
- パパは年中苦労する第6話（1988年、TBS系） - 本人役
- 風少女（1988年、日本テレビ系） - 主演・麻生千秋 役
- 橋田寿賀子ドラマスペシャル「女たちの百万石」（1988年10月、日本テレビ）
- アイラブユーからはじめよう（1989年、TBS系） - 主演・氷室由紀 役
- 空と海をこえて（1989年、TBS系）[15] - 主演・桂木あかね 役
- 痛快!ロックンロール通りファイナル（1989年4月、TBS） - 主演・山口あかね 役
- 火の用心（1990年、日本テレビ系） - 主演・大口アミ 役
- 月曜ドラマスペシャル「リトルステップ－命の限り踊りたい－」（1990年、TBS系） - 主演
- 伊豆の踊り子（1992年、TBS系）
- もう涙は見せない（1993年、フジテレビ系） - 主演・瀬戸碧 役
- 鶴姫伝奇 -興亡瀬戸内水軍-（1993年、日本テレビ系） - 主演・鶴姫 役
- 企業病棟（1994年4月、NHK総合） - 主演・横見翔子 役
- テレビ朝日ドラマスペシャル「誰よりも君のこと」（1994年10月6日） - 主演・坪井知美 役
- 松本清張ドラマスペシャル 第一夜「顔」（2024年1月3日、テレビ朝日系） - 主演・石岡弓子 役 ※武井咲とダブル主演[6][7]

### ラジオ番組
- 後藤久美子 気まぐれファンタジア（1987年4月 - 10月、ニッポン放送）
- 後藤久美子 気まぐれスケッチ（1987年10月 - 1988年4月、ニッポン放送）
  - なお、上記の番組に出演していた当時後藤は13歳で、当時日本最年少ラジオパーソナリティであった[16][17]。

### 映画
- ラブ・ストーリーを君に（1988年、東映）[15] - 主演・広瀬由美 役 『日本アカデミー賞』新人俳優賞 『日刊スポーツ映画大賞』新人賞
- ガラスの中の少女（1988年、東映 吉永小百合出演作のリメイク） - 主演・沖中靖子 役
- 男はつらいよシリーズ（1989年 - 1995年、2019年、松竹） - 及川泉 役
  - 男はつらいよ ぼくの伯父さん[1][2]（1989年）
  - 男はつらいよ 寅次郎の休日[2]（1990年）
  - 男はつらいよ 寅次郎の告白[2]（1991年）
  - 男はつらいよ 寅次郎の青春[2]（1992年）
  - 男はつらいよ 寅次郎紅の花[2]（1995年）
  - 男はつらいよ お帰り 寅さん（2019年）
- シティーハンター（1993年、アメリカ・香港合作） - 今村清子 役
- ひめゆりの塔（1995年、東宝） - 渡久地泰子 役
- キャンプで逢いましょう（1995年、東宝） - 主演・吉川水穂 役

### CM
- マリトピア（佐賀市の結婚式場）（1984年）
- サントリーフーズ「フリーズドライ紅茶 TESS」（1984年）※ 中川勝彦と共演
- ネスレ日本「キットカット」（1985年）※ 宮沢りえと共演
- ポッカ「元気であいさつ」
- 住友スリーエム「スコッチEG、EXG」
- 日立製作所「PROSET 30」（1988年）
- ヘレンカーチス「サロンセレクティブ」（1989年）
- 花王
  - 「エッセンシャル キューティクル・ケアシャンプー&リンス」（1986年 - 1987年）
  - 「アジエンス」（2007年 - ）
- ゼネラル石油
- 日本アジア航空「JAA」
- 資生堂
  - 「MA CHÉRIE（マシェリ）」（1996年）
  - 「MAQuillAGE（マキアージュ）」（2012年 - 2013年）
  - 「ザ・コラーゲン」（2014年 - 2016年） [18]
- 国鉄・JR東日本（1987年 - 1988年）
- ミノルタ「マックデュアル」（1987年）
- 日立製作所
- ヤマハ発動機「パススマイル」
- DENON（1987年 - 1988年）
- 大正製薬「パブロン」（1987年 - 1995年）※ 三田佳子と共演
- ヤマザキナビスコ（1986年 - 1996年）
  - 「チップスター」
  - 「オレオ」
- マツダ「キャロル」（1995年）
- プレイステーション「Formula 1 97」（1997年）※ ジャン・アレジと共演
- 日本コカ・コーラ「ナチュア」（2001年）
- 日本綜合地所（2002年10月）
- 東洋ゴム工業「トランパス」 ※ ジャン・アレジと共演
- トヨタ自動車「ヴィッツ」（2007年 - 2010年）
- キリンビール「キリン1000（サウザン）」（2010年 - 2012年）
- ネスレ日本「ネスカフェ生豆ブレンド」（2013年 - 2014年）
- サントリー「オランジーナ」（2013年）※ リチャード・ギアと共演
- エクセルコダイヤモンド（2025年 - ）

## ディスコグラフィー
一時期（約1年間）、アイドル歌手としても活動していた。全て日本コロムビアより発売。

### シングル
- 1st teardrop（1987年3月18日）

1.teardrop - DENON・CDコンポ「CONCEPT」CMソング
2.若葉のイリュージョン - フジテレビ・夏のキャンペーンソング、フジテレビ系ドラマ『同級生は13歳』挿入歌
- 2nd 初恋に気づいて（1988年1月21日）

1. 初恋に気づいて - TBS系ドラマ『痛快!ロックンロール通り』挿入歌、DENON・CDコンポ「CONCEPT」CMソング
2. 北風の約束
3. teardrop（12cmCD盤のみ）
CDシングルは80年代では珍しいマキシシングルとしての発売だったが、これは8cm CDの販売開始直前であったため。1stシングルの「teardrop」が追加収録されている。
- 2nd 初恋に気づいて（CDS）（1988年2月21日）

1. 初恋に気づいて
2. 北風の約束
上記マキシシングルの8センチCD盤。

### アルバム
- 初恋に気づいて（1988年2月21日）

1. 北風の約束
2. WIND BLOWS
3. 若葉のイリュージョン
4. 初恋に気づいて
5. ポプリ
6. teardrop
- KUMIKO MEMORY BOX 1986-1988 （1988年12月1日）

1. テレビの国のアリス
2. 花王エッセンシャルキューティクル・ケアシャンプー＆リンス
3. 住友スリーエム スコッチビデオカセット
4. パンツの穴
5. ポッカコーポレーション「元気であいさつ」
6. ヤマザキナビスコ 「チップスター」
7. タカラ 「こんにちは赤ちゃん」
8. teardrop
9. 日本コロムビア DENONコンセプト
10. JR東日本
11. 日立製作所OA機器
12. 同級生は13歳
13. 気まぐれスケッチ
14. 若葉のイリュージョン
15. WIND BLOWS
16. 初恋に気づいて
17. 北風の約束
18. 痛快！ロックンロール通り
19. 風少女
20. ポプリ
21. ラブ・ストーリーを君に
22. 制服の天使
23. タータン・チェックの手紙

## 書籍

### 単行本
- 『ゴクミ語録』〈角川文庫〉、角川書店、1987年6月30日。ISBN 4041694019。
- 『ゴクミ 2000-2009』（2009年11月26日、講談社）ISBN 978-4062158664

### 写真集
- 『後藤久美子 はじめて - み・つ・め・て』（1987年7月、学習研究社、撮影：井ノ元浩二）
- 『ラブ・ストーリーを君に』（1988年2月、近代映画社、撮影：斉藤清貴）ISBN 4764814978
- 篠山紀信 写真『少女夢 : ゑほん・後藤久美子』扶桑社、1988年3月26日。ISBN 4594002390。
- 『I HAD A DREAM』（1995年6月、朝日出版社、撮影：ジャンルー・シーフ）ISBN 4255950148